# Olbersia (planetka)
(1002) Olbersia je planetka hlavního pásu, kterou objevil 15. srpna 1923 ruský astronom Vladimir Alexandrovič Albickij při pozorování na krymské observatoři.
Planetka obdržela jméno německého astronoma Heinricha Wilhelma Olberse.